# Tetropium opacipenne
Tetropium opacipenne är en skalbaggsart som beskrevs av Bates 1885. Tetropium opacipenne ingår i släktet Tetropium och familjen långhorningar. Inga underarter finns listade i Catalogue of Life.